# کارمی
کارمی (به لاتین: Karmi) یک منطقهٔ مسکونی در قبرس شمالی است که در Girne District واقع شده‌است. کارمی ۵۵ نفر جمعیت دارد.